# Lärplattform
Lärplattform, utbildningsplattform, LMS (eng. learning management system) eller VLE (eng. virtual learning environment) är en webbaserad kursmiljö för kommunikation mellan lärare och studenter/elever. Lärplattformar var ursprungligen avsedda för nätbaserade distanskurser, exempelvis moocar, men används idag i allt högre grad som komplement till traditionell undervisning, för e-lärande och flexibelt lärande. En lärplattform eller ett LMS består av flera kursplatser, där varje kursplats kan beskrivas som ett virtuellt klassrum där kursdeltagare och lärare för en specifik kurs kan kommunicera säkert med varandra, och utbyta lösenordsskyddade dokument. Lärplattformen hanterar kursuppföljning och kursadministration, exempelvis resultatlistor, automaträttade prov, digitalt kursinnehåll i exempelvis text- och videoformat och inlämningskorgar för redovisningsuppgifter.
Lärplattformen ska inte sammanblandas med skoladministrativ programvara (eng. student information system, SIS, eller student management system) såsom de svenska universitetens LADOK-system. Dessa används främst för kommunikation mellan administrativ personal och lärare, och mellan administrativ personal och elev/student, samt för att uppfylla juridiska krav på att dokumentera studentens prestationer. Lärplattformen ska inte heller sammanblandas med Intranät, communities, gruppvara och system för e-möten, men innefattar vanligen liknande funktionalitet. Lärplattformen ska inte sammanblandas med vissa lärosätens portallösningar, som erbjuder studenter gemensam inloggning till flera IT-system, exempelvis lärplattform, e-post, LADOK, tentamensanmälan, schema, med mera.
Flera kommuner i Sverige har idag en lärplattform för de kommunala grundskolorna och gymnasierna. I det sammanhanget förekommer att lärplattformen även används för kommunikation med föräldrar, och för viss utbildningsadministration, exempelvis för att hantera individuella utbildningsplaner, inrapportering av närvaro, skriftliga omdömen, digitalt innehåll, med mera.

## Fördelar

### Inloggningsskydd
En viktig fördel med en lärplattform framför att använda traditionella webbsidor är inloggningsskyddet. Därmed blir känsliga diskussioninlägg, resultatlistor och rättningsprotokoll inte synliga för allmänheten utan enbart för kursdeltagare och lärare. Man undviker att andra skolor olovandes kopierar upphovsskyddat kursmaterial som läraren utvecklat.

### Lärarsamarbete
Lärplattformen underlättar för en grupp lärare att dela ansvar för en kurs, eftersom de kan hjälpas åt att författa kursmaterial, rätta inlämningsuppgifter och svara på studenternas frågor. Ansvarsfördelningen mellan lärare blir tydlig, eftersom varje kursomgång är en egen instans (en egen kopia) i kursplattformen, som bara registrerade studenter och ansvariga lärare har tillgång till. Lärplattformen blir ett självdokumenterande system, där kursens alla inlämningsuppgifter och rättningsresultat finns samlade, vilket underlättar för en vikarierande lärare att ta vid.

### Minskad mängd e-post
Ett alternativ till lärplattformar är naturligtvis att använda e-post och e-postlistor för inlämningsuppgifter, handledning, utskick och diskussioner, men vid stora studentgrupper och många redovisningsuppgifter blir det snabbt ohanterligt både för läraren och studenten. Lärplattformens inlämningslådor gör att all konversation som rör en viss inlämningsuppgift sorteras in rätt redan från början, istället för att riskera att försvinna bland alla andra mejl.
Om studenten ställer frågor i dedikerade diskussionsforum, till exempel ett forum för varje inlämningsuppgift eller avsnitt, samlas alla frågor om samma sak på ett ställe. Studenter som ligger före eller efter i planeringen behöver inte distraheras av frågor om ett annat avsnitt, och läraren behöver inte upprepa sitt svar. Studenter kan uppmuntras att besvara varandras frågor i forumen, på liknande sätt som man hjälper varandra i en vanlig klassrumssituation.

### Minskad kopiering och distribution av papper
Fördelar med att komplettera campusundervisning med en lärplattform är att campusstudenter själva kan ladda ned kompendier, föreläsningsanteckningar och annat kursmaterial från lektioner han/hon missat, och kan antingen skriva ut det eller läsa det på skärmen. Läraren behöver inte trycka upp och distribuera kursmaterial på papper, och studenten behöver inte köpa det i universitets kompendiehandel.

### Fler redovisningsuppgifter möjliga
Automaträttade prov gör att läraren kan komplettera eller ersätta en traditionell salstentamen med ett stort antal hemuppgifter, och på så sätt kontrollera att studenten verkligen har uppnått godkäntgränsen för alla kursens lärandemål, inte bara ett stickprov av lärandemålen (som vid en tidsbegränsad tentamen). Vissa lärplattformar möjliggör även att kursdeltagarna ger återkoppling på varandras inlämningsuppgifter (peer assessment, peer reviewing eller opponering). Ett stort antal hemuppgifter med olika deadlines ger studenten incitament att sätta igång med studierna tidigare än om man bara har en stor tentamen på slutet.
Studenterna kan besvara inlämningsuppgifter via webbformulär. Rättningen underlättas av att lärare kan se alla studenters svar i en stor tabell eller ett kalkylark, med ett svar på varje rad och en uppgift i varje kolumn. Läraren kan rätta alla svar på samma uppgift samtidigt.

## Nackdelar

### Bristande genomströmning
En låg andel studenter slutför nätbaserad undervisning. Studenter som söker sig till distansundervisning, både fristående kurser och utbildningsprogram på heltid, har ofta ett arbete eller familjesituation vid sidan om som tar mer tid än beräknat. Det är inte lika förpliktigande att söka en distanskurs mot att flytta till en campusort, och därför kan studiemotivationen vara lägre.
Både distansstudier och flexibelt lärande innebär ökade krav på självdisciplin, som inte alla studenter kan hantera. Campusstudenter väljer allt oftare att stanna hemma när allt material finns på nätet, och kan missa viktig muntlig information och gå miste om tävlingssituationen och den sociala interaktionen i klassrummet.

### Bristande öppenhet
Lärplattformarna har inneburit en utveckling mot att kursmaterial ofta stängs in bakom inloggningsskydd, medan kursmaterial på oskyddade webbplatser, exempelvis på 1990-talet, har inneburit att lärare kan låna, inspireras av och vidareutveckla varandras kursmaterial, vilket bidrar till snabb utveckling.
För att underlätta för lärare att vidareutveckla varandras kursmaterial och ge medborgarna tillgång till skattefinansierat material genom öppen access har politiska initiativ tagits till riktlinjer om öppna digitala lärresurser. Juridiska initiativ har tagits till upphovsrättsliga licenser för öppet och fritt innehåll, exempelvis creative commons, så att den som delar med sig också får tillbaka förbättrad version av materialet av den som återanvänt det. Lärare har tagit initiativ till utveckling av mooc-kurser (storskaliga öppna nätkurser) baserade på för ändamålet avpassade lärplattformar. Mooc-kurser är fria för alla att ta del av, men finansieras genom exempelvis valideringsavgift.

### Bristande examination
Vid nätbaserade kurser ersätts ofta salstentamen med hemtentamen, flervalsprov och andra hemuppgifter, utan identitetskontroll och kontroll att man inte ber någon om hjälp.
En klassisk tentamen är ett stickprov som görs på kort tid. Studenten hinner då inte läsa in sig på kursmaterialet även om det är en öppen bok-tentamen. Hemuppgifter innebär ofta att studenten kan nöja sig med att läsa in sig på exakt det behövs för att klara uppgiften - om inte uppgiften är mycket omfattande och täcker in hela kursinnehållet.
Automaträttade prov underlättar rättandet men tar längre tid än vanliga prov att författa. Lärare tenderar därför att återanvända samma flervalsuppgifter år efter år. Uppgifterna sprids därför ofta på Internet. Det är svårt att upptäcka plagiat vid flervalsprov, och det är svårt att designa automaträttade prov med akademiskt djup och tillräcklig nivå av problemlösning.

### Bristande social interaktion
Lärande är en i grunden social interaktion mellan individer som är formad av individens, gruppens, organisationens samt samhällets normer. Det är svårt - men inte omöjligt - att åstadkomma social interaktion vid e-lärande av samma slag som i en klassrumssituation. Många nätkurser har broadcastkaraktär, baserade på förinspelade videolektioner och automaträttade prov, jämförbara med tidiga försök till TV-baserad undervisning. Detta passar visserligen studenter med särskilda behov, för vilka de sociala inslagen eller läsande av litteratur är ett hinder i lärandet, men det kan också vara en delförklaring till den dåliga genomströmningen vid nätbaserad undervisning. Utbildningar har ofta som lärandemål att studenten utvecklar social kompetens.
För att motverka detta har lärplattformar som utvecklat specifik för mooc-kurser stöd för att studenterna kollegialt granskar och rättar varandras arbeten. Kurser examineras ofta genom skriftliga diskussionsuppgifter i forum, samt genom muntlig redovisning, opposition och diskussioner via videokonferens, samt genom kollaborativt författande på wikier och molntjänster.

## Vanlig funktionalitet
Vanliga verktyg som ingår i en lärplattform är: 
- Inlämningslådor för hemuppgifter (minskar mängden mejl till läraren vid stora kurser och många inlämningsuppgifter),
- Rättningsresultattabeller (underlättar för flera lärare att tillsammans rätta en kurs och sammanväga rättningsresultat från olika uppgifter till betyg),
- Automaträttade flervalsprov (s.k. quizzar)
- Diskussionsforum
- Chattfunktion
- Personlig e-post (så att läraren automatiskt ser vilken kurs och studentidentitet mejlet avser, och kan koncentrera sig på att besvara mejl rörande en specifik kurs)
- Kalender med deadline
- Digitalt läromedel och innehåll i exempelvis video- och textformat
- Tidsstyrd publicering av prov och annat kursmaterial
- WYSIWYG-redigering av HTML-baserat kursmaterial via webbgränssnitt
- Navigationsmeny
- Sökfunktion
- Kursutvärderingsformulär
- Kursadministration
- Certifiering
- Märken för motivation och som alternativ till kursintyg (Badges)
- Anmälningsformulär till exempelvis prov
- Import och export av lärobjekt på SCORM-format mellan lärplattformar
- Innehållshantering (CMS) med versionshantering för kollaborativt författande av kursmaterial

## Universitet och högskolor

### Öppen källkod
Följande öppna system används på högskolenivå (med exempel från lärosäten där undervisning bedrivs på svenska):
- Moodle[1]: Används vid Mittuniversitetet (t.o.m. 2025), Linnéuniversitetet, vissa institutioner vid Uppsala universitet däribland Campus Gotland, Linköpings universitet (där det kallas Lisam), Teologiska högskolan Stockholm, Naprapathögskolan, Göteborgs universitet, Åbo Akademi, Nackademin Yrkeshögskola och svenska markstridsskolan.
- Sakai(en): Används av Högskolan i Skövde (där det kallas Scio), Stockholms universitet (där det kallas Mondo) och Umeå Universitet (där det kallas Cambro).
- Canvas by Instructure(en): Används av BTH, Luleå tekniska Universitet [2], KTH[3], Umeå universitet[4], Mälardalens universitet[5], Malmö Universitet, Berghs School of Communication, Karlstads universitet samt av Chalmers och Mittuniversitetet (fr.o.m. 2025,[6] dessförinnan endast i deras MOOC-kurser). Canvas kan även driftas av Instructure och levereras som en molntjänst.

### Proprietärasystem
Nedan följer exempel på kända kommersiella lärplattformar som köpts av lärosäten som bedriver undervisning på svenska:
- Blackboard Learn(en) (som februari 2006 köpte upp den äldre produkten WebCT): Används vid Högskolan i Gävle, Örebro universitet och Högskolan i Halmstad.
- Desire2Learn(en)
- Grade[7] (även känt som LUVIT) (används både i Sverige och internationellt av till exempel Lunds universitet, La Salle Centro Universitario (Spanien) och NKS Nettstudier (Norge))
- PING PONG Används av Chalmers, Göteborgs universitet, Karolinska institutet, Högskolan i Borås, Högskolan i Jönköping och Uppsala universitet.
- itslearning: Används av Högskolan Kristianstad, Linköpings universitet ochFörsvarshögskolan
- Fronter: Används av Högskolan Dalarna, Sveriges Lantbruksuniversitet och GIH.

## Covid-19 och Lärplattform
Studenternas tillfredsställelse med LMS-användningen under denna period är nära knuten till informationskvaliteten i LMS-modulerna och upprätthållandet av elevens självförmåga. Ur ett lärarperspektiv rapporterade en studie av grund- och gymnasielärare i Finland höga nivåer av acceptans för LMS-teknik, men utbildningsstöd och utveckling av metoder för att upprätthålla elevernas engagemang är nyckeln till långsiktig framgång.

## Gymnasier och grundskolor
Följande förekommer på grundskolor och gymnasier där undervisning bedrivs på svenska:

### Öppen källkod
- Moodle
- Dokeos Delvis öppen. Finns även i en helt öppen version kallad Chamilo.[10]
- Canvas LMS[11] by Instructure: Canvas kan även driftas av Instructure och levereras som en molntjänst.
- DevTalk[12]

### Proprietära system
- Adela
- PING PONG
- Vklass
- SchoolSoft
- Haldor
- Unikum - Net
- InfoMentor P.O.D.B
- Tieto EdWise (f.d. Rexnet)
- itslearning
- Lin-education
- Studi.se
- Fronter
- Edmodo
- Omnius

## Förskolor
Följande lärplattformar förekommer i förskolor:[källa behövs]

### Öppen källkod
- Canvas[11]

### Proprietära system
- Unikum - Net
- SchoolSoft
- Fronter
- Vklass

## Internutbildning inom företag
Följande förekommer vid företags kompetensutveckling:

### Öppen källkod
- Bridge[13] och Canvas by Instructure
- Moodle
- Totara

### Proprietära system
- Thrive
- Learnifier
- SchoolSoft
- PING PONG
- Foxshare
- Klickportalen K3
- Netcompetence Learning Management System
- Cornerstone OnDemand
- Grade (f.d. LUVIT LMS)
- Learnster
- Bridge
- DevTalk[12]
- Omnius
- Studycode